# Carabanchel, un barrio de cine
Carabanchel, un barrio de cine és un curtmetratge documental del 2007 dirigit per Juan Carlos Zambrana.

## Sinopsi
Amb el tancament del "Cine España" el desembre de 2005 va desaparèixer l'últim cinema del barri madrileny de Carabanchel, on hi havia 15 cinemes en la seva millor època. Totes les modestes sales de barri han anat tancant a causa de la pressió de les sales multicinema, el vídeo i la televisió per cable.

## Nominacions
Fou nominada al Goya al millor curtmetratge documental. També ha participat als Festivals de Curtmetratges de Palència i al III Festival Internacional de Cinema de Sax.